# لورينسي
لورينسي دي ناسيمينتو رودريغيز (بالبرتغالية: Lourency do Nascimento Rodrigues‏) (مواليد 2 يناير 1996) هو لاعب كرة قدم برازيلي ، يجيد اللعب في مركز الجناح الأيمن ، ويلعب حاليًا لنادي خورفكان الإماراتي.

## روابط خارجية
لورينسي على موقع اتحاد تركيا (لاعب) (الإنجليزية)
- لورينسي على موقع قاعدة بيانات كرة القدم.إي يو (الإنجليزية)
- لورينسي على موقع Soccerway.com (الإنجليزية)